# Peter Gavin Hall

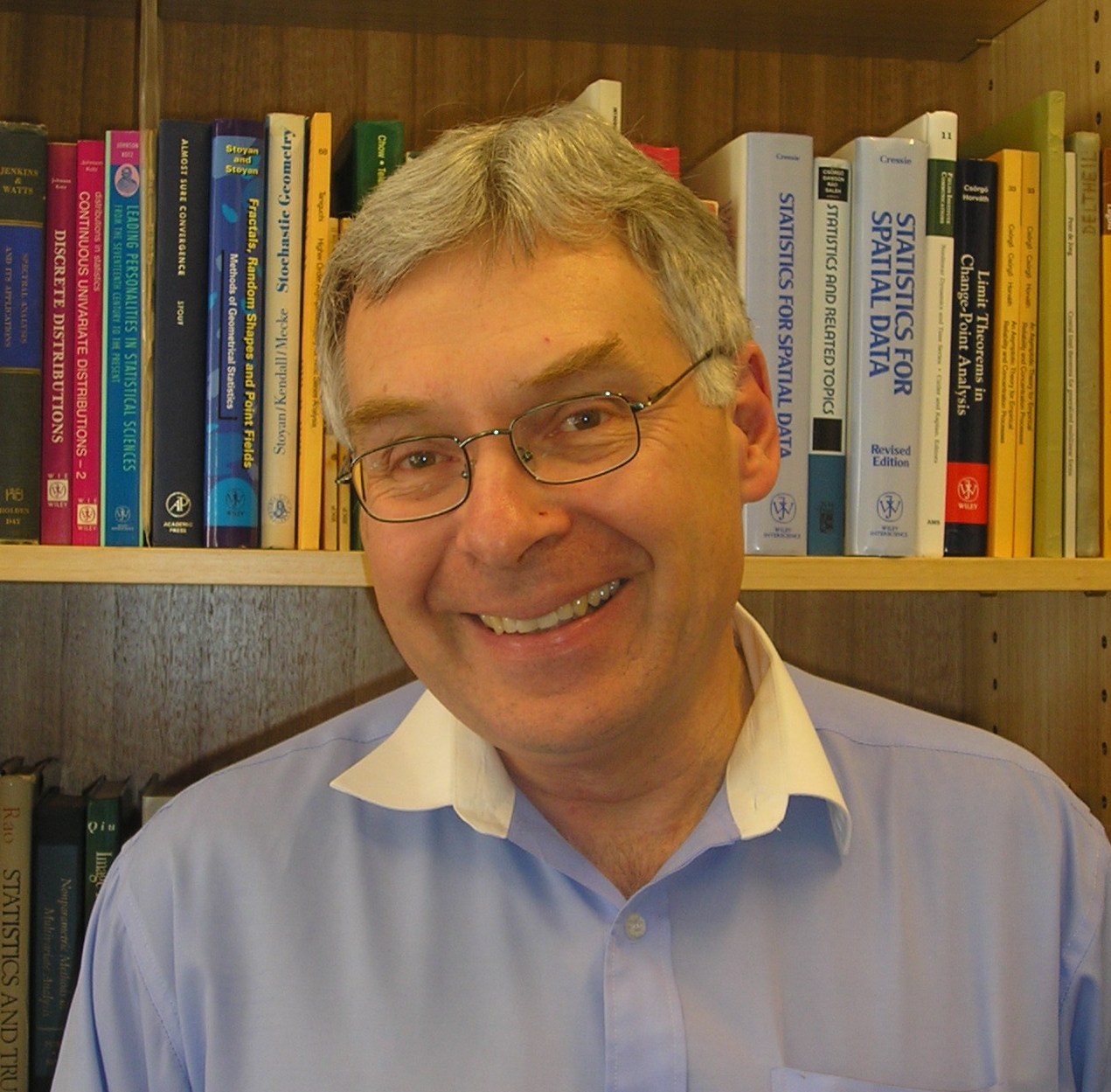
Peter Gavin Hall

Peter Gavin Hall (* 20. November 1951 in Sydney; † 9. Januar 2016 in Melbourne) war ein australischer Mathematiker, der sich mit Wahrscheinlichkeitstheorie und Mathematischer Statistik befasste.
Er ist der Sohn der Radioastronomin Ruby Payne-Scott. Hall studierte an der University of Sydney und wurde 1976 an der Universität Oxford bei John Kingman promoviert. Er war Professor an der Australian National University und Professor an der University of Melbourne. Außerdem lehrte er an der University of California, Davis.
Er veröffentlichte über 600 wissenschaftliche Arbeiten (2013) und gehörte zu den ISI Highly Cited Researchers. Er befasste sich unter anderem mit nichtparametrischer Statistik, Bootstrap- und Edgeworth-Entwicklungen, Wavelets, inkorrekt gestellten inversen Problemen, fraktalen Methoden und hochdimensionalem statistischem Lernen.
Er war Fellow des Institute of Mathematical Statistics (dessen Präsident er war), der Royal Society, der Royal Society of Edinburgh, der American Statistical Association, der Australian Academy of Science (deren Vizepräsident er war) und der Academy of the Social Sciences in Australia und auswärtiges Mitglied der National Academy of Sciences. Von 2001 bis 2003 war er Präsident der Bernoulli Society und von 2006 bis 2008 war er Präsident der Australian Mathematical Society. 2013 wurde er Offizier des Order of Australia.
1986 erhielt er den Rollo-Davidson-Preis, 1994 die Hannan Medal, 2010 die George Szekeres Medal, 2011 die Guy Medal und 2012 den Wilks Memorial Award. Er war Ehrendoktor der Universität Sydney, der Katholischen Universität Löwen, der Universität Glasgow und der Universidad de Cantabria.
Er war der ältere Bruder der Fotografin und Bildhauerin Fiona Margaret Hall.

## Schriften
- mit C. C. Heyde: Martingale Limit Theory and its Application, Academic Press, 1980
- Rates of Convergence in the Central Limit Theorem, Pitman, 1982
- Introduction to the Theory of Coverage Processes, Wiley, 1988
- The Bootstrap and Edgeworth Expansion, Springer, 1992
- mit J. Fan,  Y. Ritov,  C. F. J. Wu: Bootstrap Resampling, Springer 2013
- Theoretical comparison of bootstrap confidence intervals, Annals of Statistics 1988